# Ascotis fasciata
Ascotis fasciata là một loài bướm đêm trong họ Geometridae.